# Luna 9
Luna 9 (in russo Луна-9?) fu una sonda lanciata nel 1966 dall'URSS verso la Luna per studiarne la superficie.
Fu la prima sonda terrestre ad effettuare un atterraggio morbido su un altro corpo celeste, inviando immagini ravvicinate del panorama circostante. Fornì anche la prima prova che il suolo lunare poteva sopportare il peso di una capsula spaziale, smentendo i timori che la stessa sarebbe potuta affondare nello strato superficiale polverulento.

## La missione

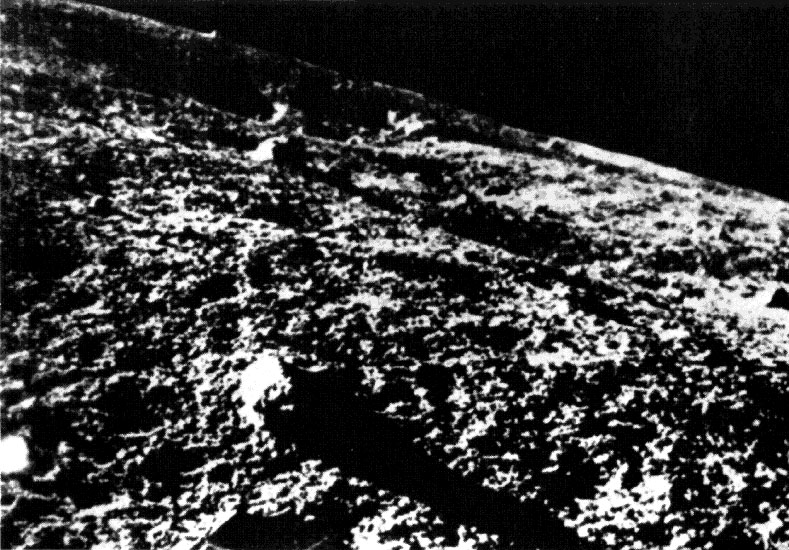
Prima foto della superficie lunare

Luna 9, con capo del progetto Sergej Pavlovič Korolëv (morto prima del lancio), fu lanciata il 31 gennaio 1966 alle 11:45:00 UTC e raggiunse in orbita il nostro satellite naturale il 3 febbraio successivo. Poco dopo, il modulo di atterraggio si separò dalla sonda ed iniziò la discesa sulla Luna, grazie all'azionamento dei suoi retrorazzi.

## Capsula d'atterraggio

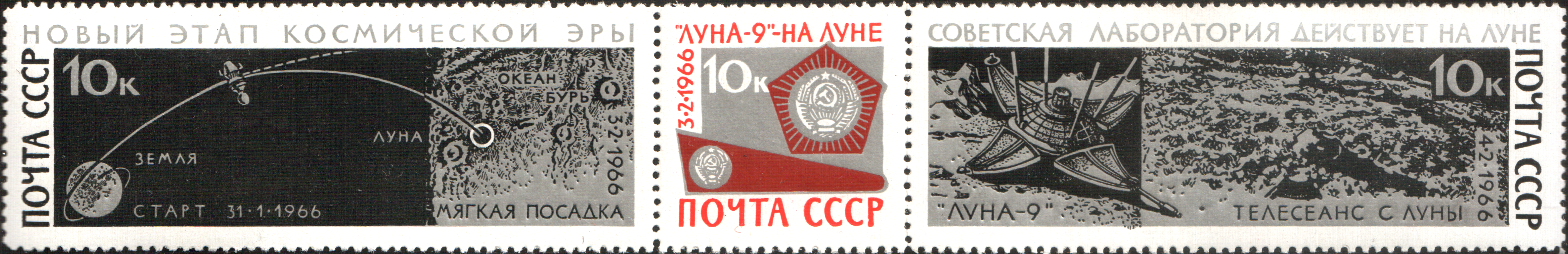
Francobolli dell'Unione Sovietica commemorativi del lancio

La capsula d'atterraggio di Luna 9 pesava 99 kg, era ermeticamente sigillata e conteneva un sistema televisivo per la raccolta di immagini, un sistema di comunicazione radio, sensori per il controllo di temperatura e pressione, un radar-altimetro utilizzato nella fase di discesa, un sistema di programmazione a tempo ed un rivelatore di radiazioni.
Il modulo allunò il 3 febbraio nell'Oceanus Procellarum alla velocità di 6,1 m/s e l'impatto fu attenuato dal gonfiamento di un airbag. Furono aperti i quattro petali che proteggevano la sonda, in modo da stabilizzarla sul suolo lunare. Furono dispiegate le antenne, ed il sistema televisivo, grazie a degli specchi orientabili, iniziò a riprendere il panorama lunare circostante.
Furono inviate alla Terra sette sessioni di riprese per un totale di 8 ore e 5 minuti, che una volta elaborate ed assemblate, produssero una vista panoramica del sito di allunaggio e mostravano anche un masso nelle vicinanze e l'orizzonte lunare distante 1,4 km.
Queste furono le prime immagini ravvicinate provenienti da un corpo celeste e furono un vero successo per le autorità sovietiche, che avevano dimostrato la possibilità di inviare sonde automatiche su altri pianeti.

## Il caso delle immagini
Per motivi sconosciuti, le immagini inviate sulla Terra da Luna 9 non furono subito rese pubbliche dalle autorità sovietiche; ma nel frattempo l'osservatorio di Jodrell Bank che monitorava la sonda, si accorse che il formato utilizzato per l'invio delle immagini era compatibile con lo standard internazionale Radiofax, utilizzato dalle testate giornalistiche. Il Daily Express recapitò in fretta e furia uno dei suoi ricevitori all'osservatorio, che fu così in grado di decodificare le foto, che vennero subito pubblicate in tutto il mondo prima del loro rilascio ufficiale.
Secondo una ipotesi avanzata all'epoca dalla BBC, i progettisti della sonda avrebbero previsto questa opportunità, in modo che si potesse accedere alle immagini evitando l'imbarazzo di chiederle all'URSS, o addirittura per evitare che le autorità sovietiche capitalizzassero il successo per una propaganda trionfale.